# Сильвестер, Рик
Рик Сильвестр (англ. Rick Sylvester; род. 3 апреля 1942) — американский альпинист и каскадёр, наиболее известный своим бейсджампингом с горы Асгард в фильме про Джеймса Бонда «Шпион, который любил меня».

## Биография
В 1971 году, катался с вершины Эль-Капитан в Калифорнии; спустился примерно на 914 метров с парашюта. Ещё два прыжка, были сделаны в тайне, чтобы избежать ареста Службой национальных парков. Эти прыжки были сделаны в 1972 и 1973 годах соответственно. Сильвестр принял участие в съемках фильма «Только для твоих глаз» где он спускался со склона горы Метеоре, Греция.
В 1978 году, вместе с альпинистом Джимом Бридвеллом помог спасти около 40 человек, застрявших в лыжном трамвае во время метели.